# 다카히라 고고로
다카히라 고고로(高平小五郎, 1854년 1월 29일 - 1926년 11월 28일)는 일본 제국의 외교관, 추밀원 문관 등을 역임했다. 포츠머스 조약 체결에 큰 공을 세워 남작위를 수여 받았다.

## 생애
무쓰 이치노세키 번사 다사키 산토루(田崎三徹)의 셋째 아들로 태어났지만, 동번사 다카히라 신도(高平真藤)의 양자가 되었다. 1868년 보신 전쟁에 오우에쓰 열번 동맹 측으로 종군했다. 1870년 공진생(貢進生)으로 대학남교(大学南校, 현재의 도쿄 대학)에 입학하여 1873년에 학교를 졸업하고 공부성에 출사했다. 1876년 이후는 외무성에 출사하여 1899년에는 외무차관까지 승진했다. 그 사이 미국 공사관 근무, 조선의 한양 공사관 근무, 상하이 영사, 뉴욕 총영사, 네덜란드와 덴마크의 겸임 변리공사, 주 이탈리아 특명 전권공사, 오스트리아와 스위스 겸임 공사 등을 역임했다.

1905년 포츠머스 조약 협상

1904년부터 시작된 러일 전쟁 당시 주미공사로 활약했다. 이 전쟁에서 시종 우세를 유지하고 있던 일본은 당시의 국력으로는 더 이상 전쟁을 지속하는 것이 한계였다. 때문에 당시 영국, 프랑스 양국과 어깨를 나란히 할 수준으로 성장하여 ‘전통적인 고립주의’(먼로주의)에서 벗어나 국제적 권위를 높이려고 하는 미국에게 대해 쓰시마 해전 승전 후인 1905년 6월 ‘중립적, 우의적 알선’을 제의했다. 알선 의뢰는 고고로 주미 공사에 의한 것으로, 이 제안으로 평화 협상의 움직임이 가속화되었다. 고고로는 같은 해 8월부터 군항 포츠머스에서 개최된 러일 강화 회의에 외무대신 고무라 주타로와 함께 전권 위원으로 참석하여 9월 5일 〈포츠머스 조약〉 체결에 진력을 다했다.
1906년 강화가 이루어진 성립 공적으로 남작의 작위가 주어졌고, 그해부터 다음 1907년에는 칙선되어 귀족원 의원을 지냈다.
1908년 주미대사가 되었고, 11월말에는 극동, 태평양 지역에서의 영토 인식의 확인과 무역, 산업의 안정을 도모하기 위해, 미국의 국무장관 엘리후 루트와 협상을 벌여 〈루트 다카히라 협정〉을 맺었다. 이것은 미국이 하와이 왕국 병합과 필리핀에 대한 관리 권한을 가지고, 일본이 만주에 대한 권리를 가지는 것을 미국이 각각 상호 승인한 것이었다. 또한 성문화되지 않았지만, 미국은 일본의 조선 병합과 만주 남부의 지배를, 일본은 캘리포니아에 미국에 의한 이민의 제한을 각각 묵인했다.
1910년, 고고로는 후시미노미야 사다나루 친왕을 수행하여 영국으로 건너갔다. 1912년에 퇴직했지만, 1917년에 다시 귀족원 의원으로 칙선되어 1926년 11월 28일 사망할 때까지 그 직에 있었다.

## 영전
- 1891년 12월 21일 - 종5위
- 1895년 8월 20일 - 훈2등 욱일중광장
- 1907년 5월 31일 - 정3위
- 1915년 11월 10일 - 대례기념장

## 같이 보기
- 포츠머스 조약
- 루트 다카히라 협정

## 참고 문헌
- 사카타 마사토시 "高平코고로」 「아사히 일본 역사 인물 사전」아사히 신문사 1994년 11월. ISBN 4-02-340052-1
- 永峰好美 《러일 전쟁 탈아시아의 결과 분할》 요미우리 신문 20세기 취재반 "20세기 Ⅲ대 일본 제국 ' 중앙공론신사 〈中公文庫〉 2001년 8월 ISBN 4-12-203877-4
- Gould, Lewis L. (1992). The Presidency of Theordore Roosevelt. 캔자스 대학교 출판부 ISBN 0-7006-0565-7